# Jukdo
Jukdo (hangul : 죽도 ; hanja : 竹島) est une petite île située à 2 km à l'est de l'île d'Ulleung, dans la mer du Japon. Elle était connu  autrefois sous le nom de Jukseodo en Corée et en Chine, et sous le nom de Boussole Rock ou Ou-san en Europe.
C'est la deuxième île habitée la plus orientale et la plus éloignée du territoire continental sud-coréen, après Dokdo. Sa superficie est de 0,208 km2, ce qui la rend légèrement plus grande que Dokdo.
En 2004, une famille de trois personnes habitait sur l'île. Il n'y a pas de source d'eau douce sur l'île, et l'accès se fait par un escalier en spirale de 365 marches.

## Galerie

Ulleungdo/Jukdo
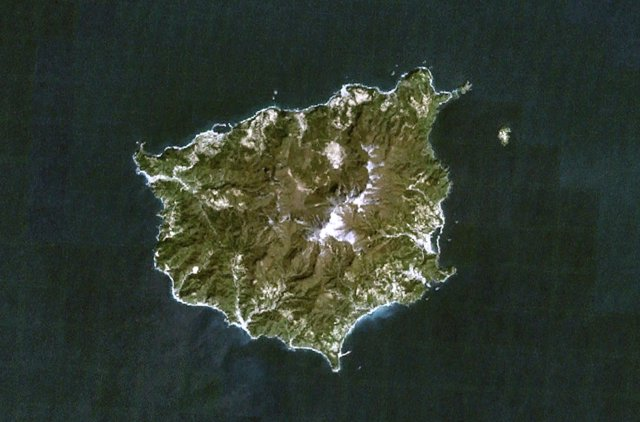
Photo satellite d'Ulleungdo, avec Jukdo à droite de l'image.
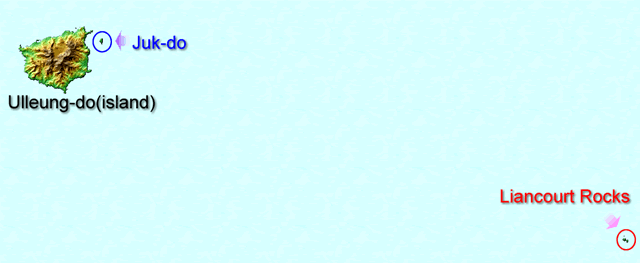
Localisation d'Ulleungdo, Jukdo et des rochers Liancourt.
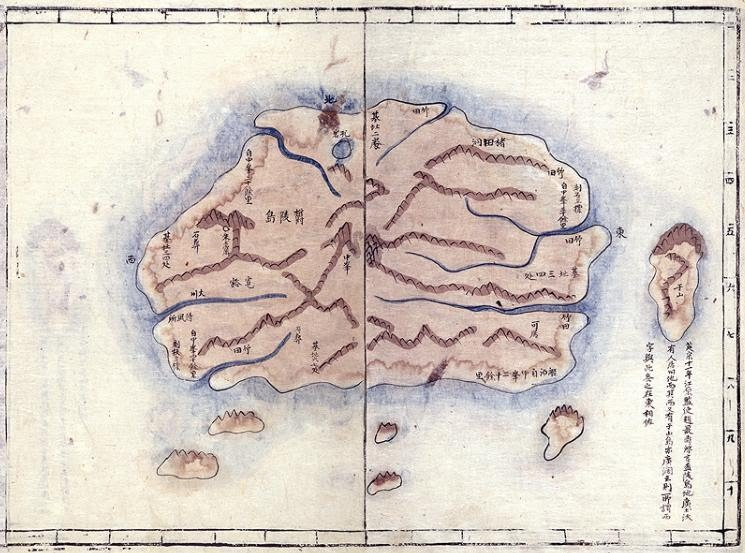
Ancienne carte coréenne de 1861.